# فرد ميتشيل (رسام)
فرد ميتشيل (بالإنجليزية: Fred Mitchell)‏ هو رسام أمريكي، ولد في 24 نوفمبر 1923 في ميريديان في الولايات المتحدة، وتوفي في 21 مايو 2013 في نيويورك في الولايات المتحدة.